# La Casita de Mártires
“La Casita de Mártires” en el acceso oeste de Posadas, Provincia de Misiones, funcionó como centro clandestino de detención (CCD) y tortura, donde se asesinó personas durante la última dictadura cívico militar de Argentina, entre 1976 y 1983.

## Breve reseña
La “Casita de Mártires” ubicada en un predio lindante al Aeropuerto Internacional, ubicado entre éste y Arroyo Mártires, Posadas, fue reconocida en 2005 por el juez Federal, Claudio Ramón Chávez como un CCD que funcionó durante la última dictadura militar, desde 1976 hasta 1983. En ese sitio se emplazaba una vivienda de material, destinada desde el año 1956 como destacamento policial perteneciente a la Policía de la Provincia de Misiones.

## Justicia
En octubre de 2009, el Tribunal Penal Federal en Misiones (TOF) condenó a prisión perpetua a los excoroneles Juan Antonio Beltrametti y Carlos Humberto Caggiano Tedesco,  por los delitos de privación ilegítima de la libertad, tortura y muerte cometidos en «[...] los distintos centros clandestinos de detención existentes en nuestra provincia durante los años 1976 a 1983, como ser: “La Casita de Mártires”, “La Casita del Rowing”, “La Casa del Coronel”, [...].»
Carlos Herrero, Felipe Giménez, Julio Amarilla y Carlos  Pombo,  expolicías que en ese período se desempeñaban como máximas autoridades de la fuerza en la provincia, fueron condenados en agosto de 2012 por crímenes de lesa humanidad cometidos en tres centros clandestinos de detención de Misiones, entre ellos la La Casita de Mártires.

## Señalización
En marzo de 2011, el Gobierno de Misiones y organismos de Derechos Humanos inauguraron la señalización del CCD en el acceso oeste de Posadas. Participaron del acto Rubén Zaremba, director general de Derechos Humanos de Posadas, quien estuvo detenido desde 1975 a 1983. También participó Amelia Báez, subsecretaria de Derechos Humanos, la madre de Félix Escobar, cuyo lugar de desaparición no se conoce, y María Acuña, sobreviviente de esa época, además de familiares de desaparecidos como el ingeniero Alfredo González y Pedro Peczak.

## Homenaje
En marzo de 2016 se realizó un acto en la “Ex Casita Mártires” por la semana de la Memoria. Se plantaron tres árboles, que representan la Memoria, la Verdad y la Justicia, valores fundacionales de los movimientos y agrupaciones de defensa de los derechos humanos.